# Amblyolpium ruficeps
Amblyolpium ruficeps es una especie de arácnido del orden Pseudoscorpionida de la familia Olpiidae.

## Distribución geográfica
Se encuentra en Nueva Caledonia.